# River Goyt
River Goyt är ett vattendrag i Storbritannien.   Det ligger i riksdelen England, i den centrala delen av landet, 250 km nordväst om huvudstaden London.